# Thoracolophotos albilimitata
Thoracolophotos albilimitata là một loài bướm đêm trong họ Erebidae.